# Fuente Álamo de Murcia
Fuente Álamo de Murcia è un comune spagnolo di 14 876 abitanti situato nella comunità autonoma di Murcia. Vi ha sede la Planta solar Fuente Álamo, un impianto fotovoltaico.